# Thyroptera
Thyroptera (Spix, 1823) è l'unico genere della famiglia di pipistrelli dei Tirotteridi.

## Descrizione

### Dimensioni
Al genere Thyroptera appartengono pipistrelli di piccole dimensioni, con lunghezza della testa e del corpo tra 37 e 50 mm, la lunghezza dell'avambraccio tra 31 e 42 mm, la lunghezza della coda tra 24 e 33 mm e un peso fino a 9 g.

### Caratteristiche ossee e dentarie
Il cranio presenta una scatola cranica grande, liscia e rotonda che si eleva distintamente dal rostro sottile e delicato. Le ossa pre-mascellari sono complete, sulla porzione palatale sono presenti due fori incisivi. I denti non sono particolarmente modificati. Gli incisivi superiori interni sono più grandi di quelli esterni, mentre quelli inferiori sono tricuspidati. I premolari sono lunghi e stretti. La bolla timpanica è relativamente piccola. Il trochite è sempre più grande del trochine. Il secondo dito della mano è ridotto al solo metacarpo, lungo meno della metà del terzo dito, il quale è fornito di tre falangi. Le dita dei piedi hanno due falangi ciascuna, il terzo e il quarto dito sono anchilosati per tutta la loro lunghezza e fusi tra loro. La fibula è ridotta ad un filamento osseo. Il pre-sterno è piccolo. La prima e seconda vertebra dorsale sono fuse tra loro, mentre quelle lombari sono distinte.
Sono caratterizzati dalla seguente formula dentaria:

### Aspetto
La pelliccia è lunga e lanuginosa, talvolta più corta sulle spalle. Le parti dorsali variano dal bruno cannella al marrone scuro, mentre quelle ventrali sono generalmente più chiare e variano dal marrone al bianco. La fronte è alta, il muso è lungo, appuntito e fornito di una escrescenza sopra le narici. Gli occhi sono piccoli. Le orecchie sono a forma di imbuto e separate, il trago è corto e con l'estremità arrotondata. La famiglia è caratterizzata dalla presenza alla base dei pollici e sulla pianta dei piedi di un disco adesivo ben sviluppato, che può avere una forma perfettamente rotonda oppure oblunga. Le membrane alari sono attaccate posteriormente alla base dell'artiglio dell'alluce. La punta della lunga coda si estende leggermente oltre l'ampio uropatagio, mentre il calcar è lungo e in diverse forme supportato da uno o due grossi lobi di rinforzo.

## Distribuzione
Il genere è diffuso in America Centrale e meridionale.

## Tassonomia
Il genere comprende 5 specie.
- I cuscinetti adesivi sono ovali.
  - Thyroptera devivoi
  - Thyroptera lavali
  - Thyroptera wynneae
- I cuscinetti adesivi sono rotondi.
  - Thyroptera discifera
  - Thyroptera tricolor